# Charles Rau
Charles Rau, né en 1915 à Francfort-sur-le-Main et mort en 2016, est un graphiste, photographe, affichiste et peintre français d’origine allemande.

## Biographie
Né Helmut Rau à Francfort-sur-le-Main, il étudie à l’Ecole d’Arts Appliqués de Francfort. Il s’installe à Berlin où il travaille pour la UFA, et réalise des affiches de films et des peintures murales publicitaires pour les cinémas.
Il est engagé dans la Légion étrangère de 1937 à la fin de la guerre, puis s’installe à Alger, où il reprend son activité de graphiste publicitaire. Il quitte l’Algérie lors de l'Indépendance en 1962 et s’installe à Paris, où il travaille pour la compagnie Gaumont et des firmes cinématographiques américaines.
A partir des années 1970, il se met à la peinture et aborde des recherches dans le domaine de la photographie, du graphisme et de la mode, en collaborant entre autres avec des créateurs de la haute couture.
Dans les années 1980, Charles Rau collabore également avec le cabaret Crazy Horse de Paris, dont il modèle l’univers graphique (affiches, photos, etc) pendant une quinzaine d’années.

## Affiches de cinéma
- 1955 : Razzia sur la chnouf, de Henri Decoin
- 1963 : Jason et les Argonautes, de Don Chaffey
- 1964 : Des pissenlits par la racine, de Georges Lautner
- 1966 : 
  - Le Grand Restaurant, de Jacques Besnard
  - Ne nous fâchons pas, de Georges Lautner
- 1967 : Les Aventuriers, de Robert Enrico
- 1968 : Le Pacha, de Georges Lautner
- 1969 :
  - Le Cerveau, de Gérard Oury
  - Mon oncle Benjamin, d'Édouard Molinaro
- 1970 : Le Distrait, de Pierre Richard
- 1971 : Boulevard du rhum, de Robert Enrico
- 1973 : 
  - Le Silencieux, de Claude Pinoteau
  - La Valise, de Georges Lautner